# Theridion antron
Theridion antron är en spindelart som beskrevs av Claude Lévi 1963. Theridion antron ingår i släktet Theridion och familjen klotspindlar. Inga underarter finns listade i Catalogue of Life.